# تينا فوينتيس
تينا فوينتيس فاتشي (بالإسبانية: Tina Fuentes Fache، ولدت في 16 أغسطس 1984، برشلونة، إسبانيا) سبّاحة متزامنة إسبانية، هي شقيقة السبّاحة الإسبانية أندريا فوينتيس.
حصلت على الميدالية الذهبية في بطولة أوروبا للسباحة المتزامنة عام 2004.

## إنجازاتها

### بطولة العالم للسباحة (المتزامنة)
- 2003 برشلونة  إسبانيا:  ميدالية فضية في سباق السباحة المتزامنة في فئة الفرق- الكومبو الحرة (Combination routine).
- 2005 مونتريال  كندا:  ميدالية برونزية في سباق السباحة المتزامنة في فئة الفرق- الكومبو الحرة (Free routine combination).
- 2005 مونتريال  كندا:  ميدالية فضية في سباق السباحة المتزامنة في فئة الفرق الحرة (Free team routine).
- 2007 ملبورن  أستراليا:  ميدالية برونزية في سباق السباحة المتزامنة في فئة الفرق الفني (Team technical routine).
- 2007 ملبورن  أستراليا:  ميدالية فضية في سباق السباحة المتزامنة في فئة الفرق الحرة (Team free routine).

### بطولة أوروبا للسباحة (المتزامنة)
- 2002 برلين  ألمانيا:  ميدالية فضية في سباق السباحة المتزامنة في فئة الفرق (Team routine).
- 2004 مدريد  إسبانيا:  ميدالية ذهبية في سباق السباحة المتزامنة في فئة الفرق- الكومبو (Combination routine).
- 2004 مدريد  إسبانيا:  ميدالية فضية في سباق السباحة المتزامنة في فئة الفرق (Team routine).
- 2006 بودابست  المجر:  ميدالية فضية في سباق السباحة المتزامنة في فئة الفرق- الكومبو الحرة (Free Routine Combination).
- 2006 بودابست  المجر:  ميدالية فضية في سباق السباحة المتزامنة في فئة الفرق الحرة (Team Free Routine).